# Sokratyzm
Sokratyzm – nurt filozoficzny oparty na filozofii Sokratesa (469-399 p.n.e.). Sokratyzm zakładał skrajny moralizm połączony ze skrajnym intelektualizmem. Według sokratyzmu celem człowieka jest cnota, wiedza zaś generalnym środkiem.